# Enrique Peris
Enric Peris de Vargas (Barcelona, 27 de febrero de 1887-Barcelona, 17 de febrero de 1953), conocido en español como Enrique Peris de Vargas o simplemente Enrique Peris, fue un deportista español. Se destacó principalmente como futbolista, donde jugaba como extremo izquierdo, y pasó la mayor parte de su carrera en el FC Barcelona, con el que jugó más de 300 partidos y ganó tres Copas del Rey y cinco Campeonatos de Cataluña, jugando numerosas veces con la selección catalana. y como deportista destacó en los 100 metros lisos y el salto de longitud. También trabajó como árbitro.
Sus hermanos Agustín, Joaquín y Lisandro también fueron destacados deportistas y dirigentes.

## Carrera como jugador

### Carrera de clubes
Nacido en Barcelona, comenzó su carrera futbolística en 1903 en el FC Internacional. Junto con Paco Bru, Charles Wallace y su hermano mayor Agustín, ayudó al club a conseguir tres subcampeonatos consecutivos en el campeonato catalán entre 1904 y 1906, perdiendo el título ante un oponente diferente cada vez, el Club Español (ahora RCD Espanyol), el FC Barcelona y el X Sporting Club respectivamente. En 1906, el club tuvo que suspender su actividad por falta de jugadores, y la mayoría de los jugadores, incluido él, se incorporaron al Barcelona en la temporada 1906-07, jugando primero como centrocampista y finalmente como extremo izquierdo.
Jugó en el Barça durante más de una década, convirtiéndose en el primer jugador en alcanzar los 200 partidos oficiales con el club. En total, jugó 308 partidos y marcó 34 goles. Peris fue pieza fundamental en el primer gran equipo del Barcelona, que contaba con jugadores como Alfred Massana, Manuel Amechazurra y Pepe Rodríguez, además de sus compañeros del FC Internacional Bru y Wallace. Junto a ellos, ayudó al club a ganar cinco campeonatos catalanes, incluidos tres títulos consecutivos entre 1909 y 1911, además de cuatro Copas de los Pirineos consecutivas entre 1910 y 1913, y tres títulos de Copa del Rey en 1910, 1912 y 1913. En la final de esta última, el Barça necesitó tres partidos para ganar a la Real Sociedad y Peris fue titular en todos ellos.

### Carrera internacional
Como muchos otros jugadores del FC Barcelona de la época, Peris fue convocado por la selección de fútbol de Cataluña para 10 partidos, uno de los cuales fue el primer partido de la historia del equipo reconocido por la FIFA el 20 de febrero de 1912, que terminó con una derrota por 0-7 ante Francia. Unos días antes, el 11 de febrero, había sido uno de los once jugadores que se habían enfrentado a una selección más débil de Francia, ayudando a Cataluña a conseguir una victoria por 2-0. También representó a la selección catalana en la primera edición de la Copa Príncipe de Asturias en 1915, competición interregional organizada por la RFEF.

## Carrera atlética
Además del fútbol, Peris también destacó en pruebas de atletismo, como los 100 metros lisos y el salto de longitud. Aunque poseía una gran calidad técnica con el balón en los pies, se le discutía por su falta de brío, ya que su forma de jugar, lenta y cerebral, era totalmente opuesta a la velocidad que poseía. Por ejemplo, en los 100 metros, consiguió 11,6 segundos en 1909, unos poco fiables 10,8 segundos en 1910 y otros aún más inverosímiles 10,4 segundos en 1911.
En septiembre de 1912, con motivo de las fiestas inaugurales del Olot Deportivo, Peris se proclamó vencedor de la clasificación general de atletismo.

## Carrera arbitral
En 1912, Peris publicó un libro titulado Reglamento del juego de foot-ball y aplicación de sus reglas. Peris comenzó su carrera arbitral poco después de retirarse en 1917, supervisando partidos del Campeonato Regional Centro, e incluso de la Copa del Rey. En total, supervisó más de 50 partidos. Posteriormente fue nombrado tesorero del Colegio de Árbitros de Cataluña.
Junto a Eulogio Aranguren y Ezequiel Montero, ostenta la peculiar distinción de haber participado en la Copa del Príncipe de Asturias como jugador y árbitro, dado que Peris disputó la edición de 1915 y luego arbitró un partido de la competición, un partido de cuartos de final entre el Valencia y el Andalucía de la edición 1922-23, que finalizó con victoria andaluza por 2-1.

## Honores

### Clubes
Barcelona
- Campeonato de Cataluña:
  - Campeones (5): 1908–09, 1909–10, 1910–11, 1912–13, 1915–16
- Copa de los Pirineos:
  - Campeones (4): 1910, 1911, 1912 y 1913
- Copa del Rey:
  - Campeones (3): 1910, 1912 y 1913

### Internacional
Cataluña
- Copa Príncipe de Asturias:
  - Subcampeón (1): 1915